# Вірменський бастіон
Вірменський бастіон — фортифікаційна споруда (бастіон), пам'ятка архітектури національного значення у місті Кам'янець-Подільський Хмельницької області (охоронний № 729). Входить до комплексу міських укріплень, розташований у західній їх частині, біля Замкового мосту.

## Історія
Вірменська колонія у Кам'янці-Подільському була найбільшою на Західній Україні. Вірмени брали активну участь у житті міста, у тому числі, і в будівництві та обслуговування міських укріплень. Так один з бастіонів був зведений коштом вірменської громади під керівництвом італійського інженера Каміліуса та отримав назву Вірменський. У деяких пізніших джерелах мав назву бастіон святої Терези, Великий рондель. Точний час будівництва бастіону невідомий, можна припустити, що його звели не пізніше XVI століття (у деяких джерелах йдеться про 1530-1540-ві роки). На початку XVII століття бастіон вже був значно зруйнований, наприкінці того ж століття були проведені перші роботи із модернізації укріплень. У 1730-х роках на бастіоні облаштували деревоземляні бруствери, які пізніше військовий інженер Христіан Дальке перебудував на кам'яні. У 1760-х роках пройшла остання перебудова верхньої частини бастіону.
1969 року провели роботи з консервації споруди.

## Опис
Бастіон розташований на третій від Замкового мосту терасі, яка домінує над західною, мисової частиною Старого міста. У комплексі міських укріплень грав одну з найважливіших ролей, адже він захищав один з трьох в'їздів до Старого міста. Вірменський бастіон можна віднести до класу ранніх невеликих бастіонів з тупим утворюючим кутом. Шестигранний у плані бастіон, відкритий із східної сторони, що виходила у бік міста, був зведений з каменю та поставлений на заломи скелі. Зовнішні площини зроблені з невеликим позитивним ухилом. Внутрішній простір засипаний. Висота стін коливається і сягає максимального значення із західного боку — 12 м від скелі.

## Галерея

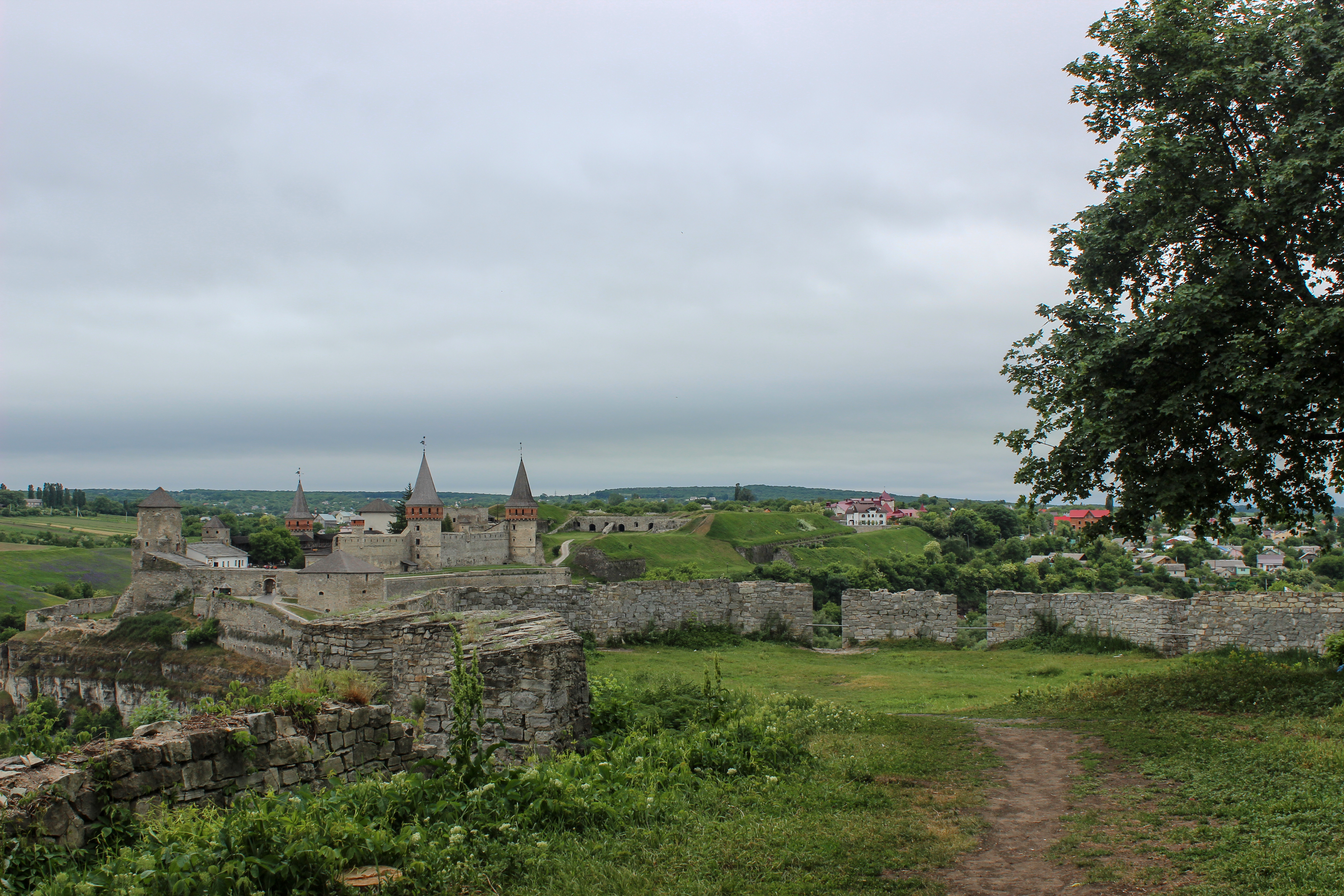
Вигляд із бастіону на Кам'янець-Подільську фортецю
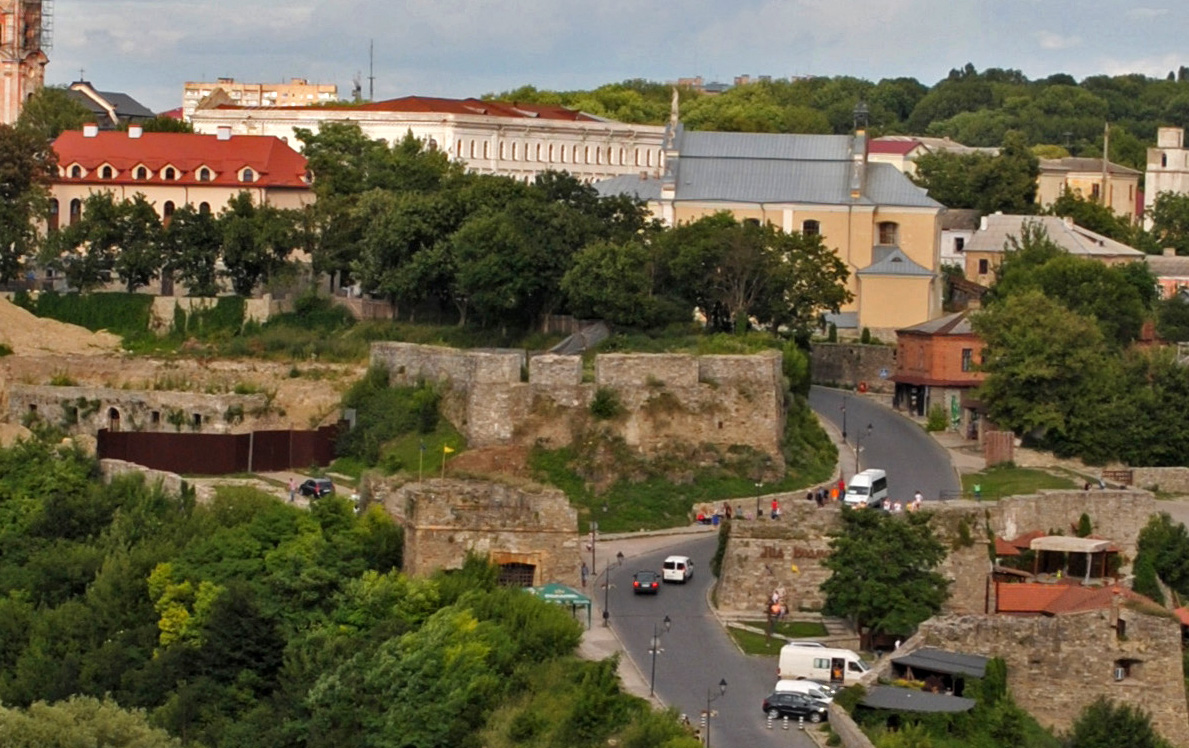
Вигляд із фортеці на бастіон
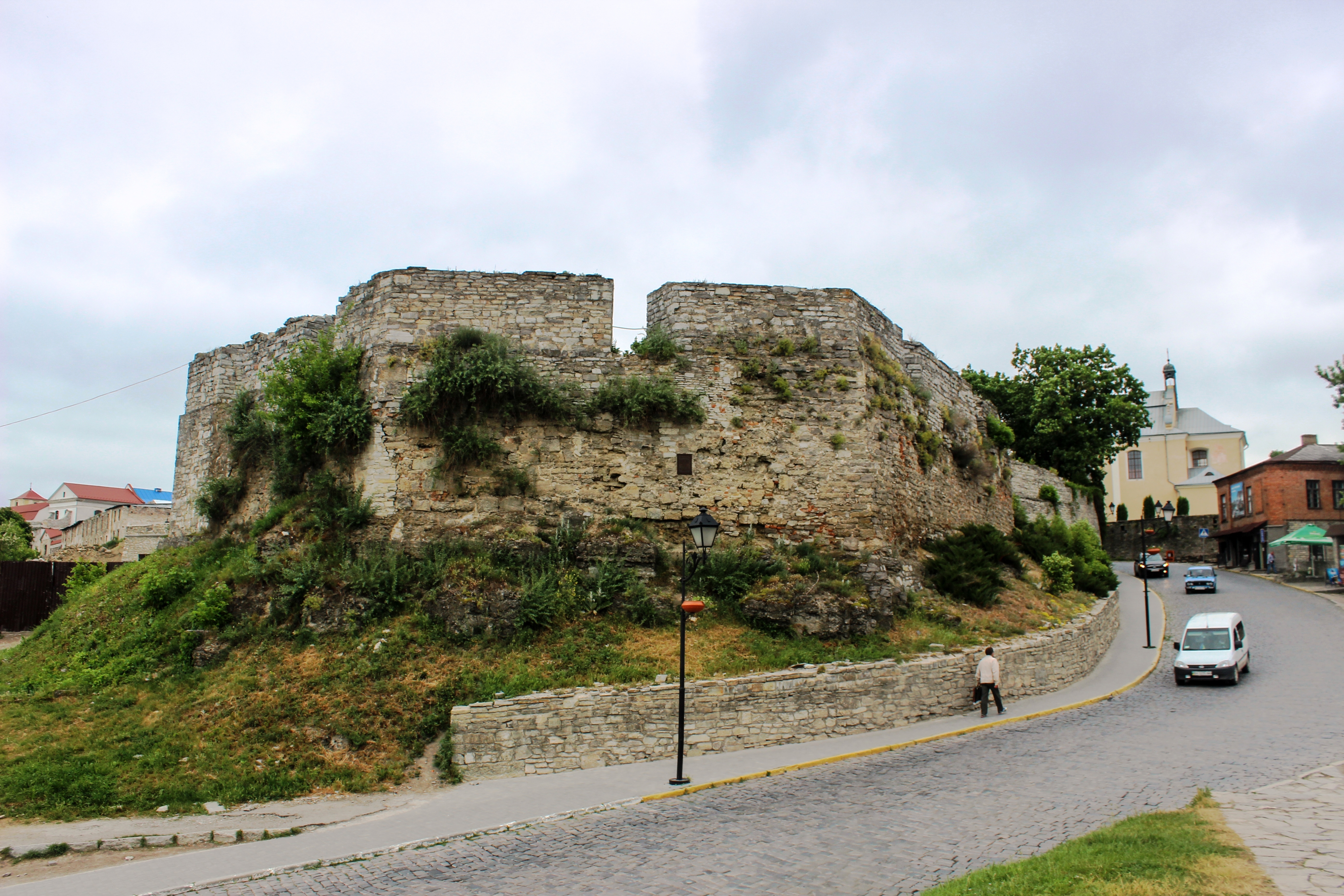
Загальний вигляд